# 871 Amneris
871 Amneris је астероид главног астероидног појаса чија средња удаљеност од Сунца износи 2,222 астрономских јединица (АЈ). 
Апсолутна магнитуда астероида је 12,1 а геометријски албедо 0,056.